# Coronium wilhelmense
Coronium wilhelmense is een slakkensoort uit de familie van de Muricidae. De wetenschappelijke naam van de soort is voor het eerst geldig gepubliceerd in 1981 door Ramirez Bohme.